# Gej

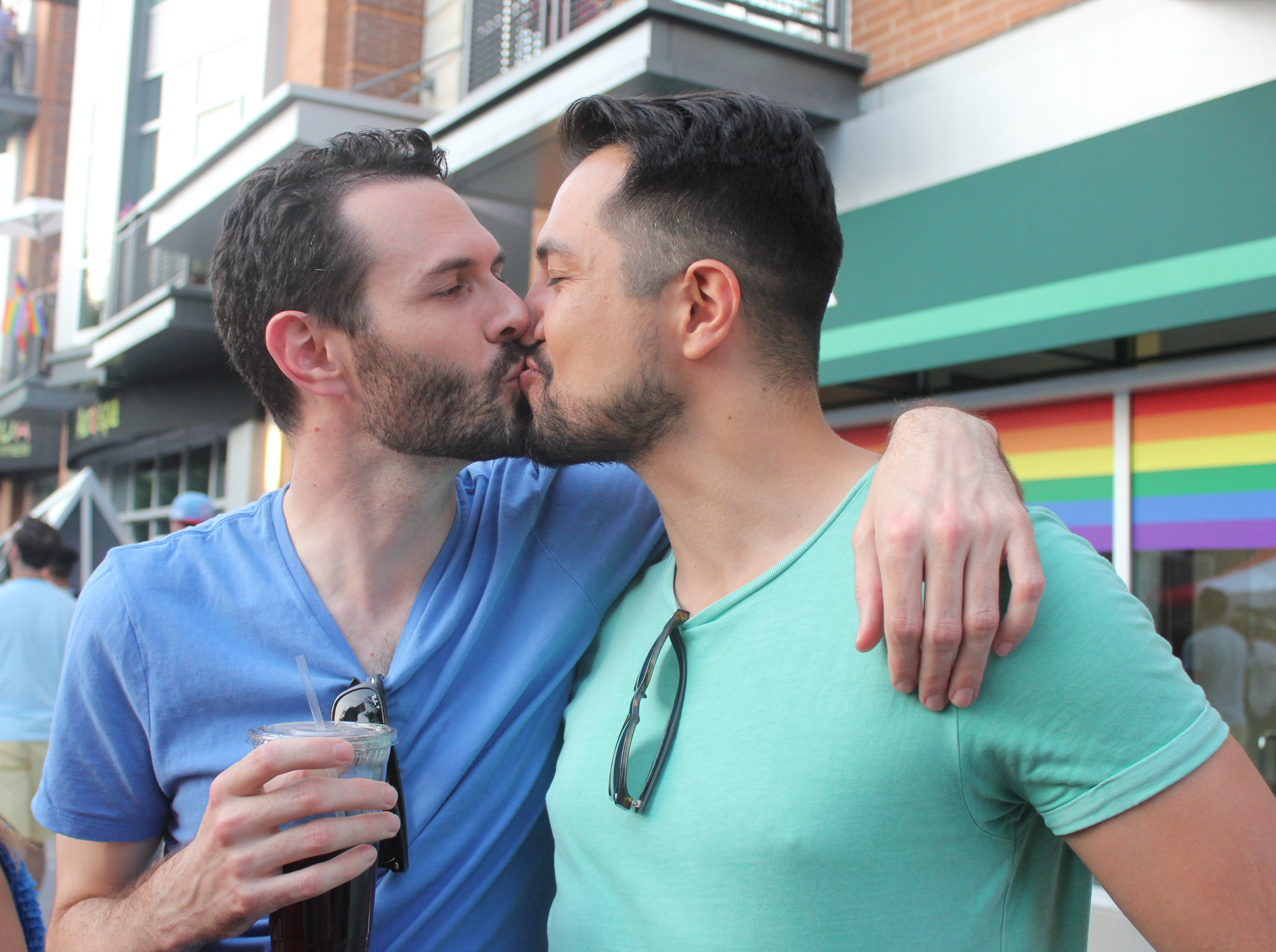
Para gejowska, Waszyngton, 2017

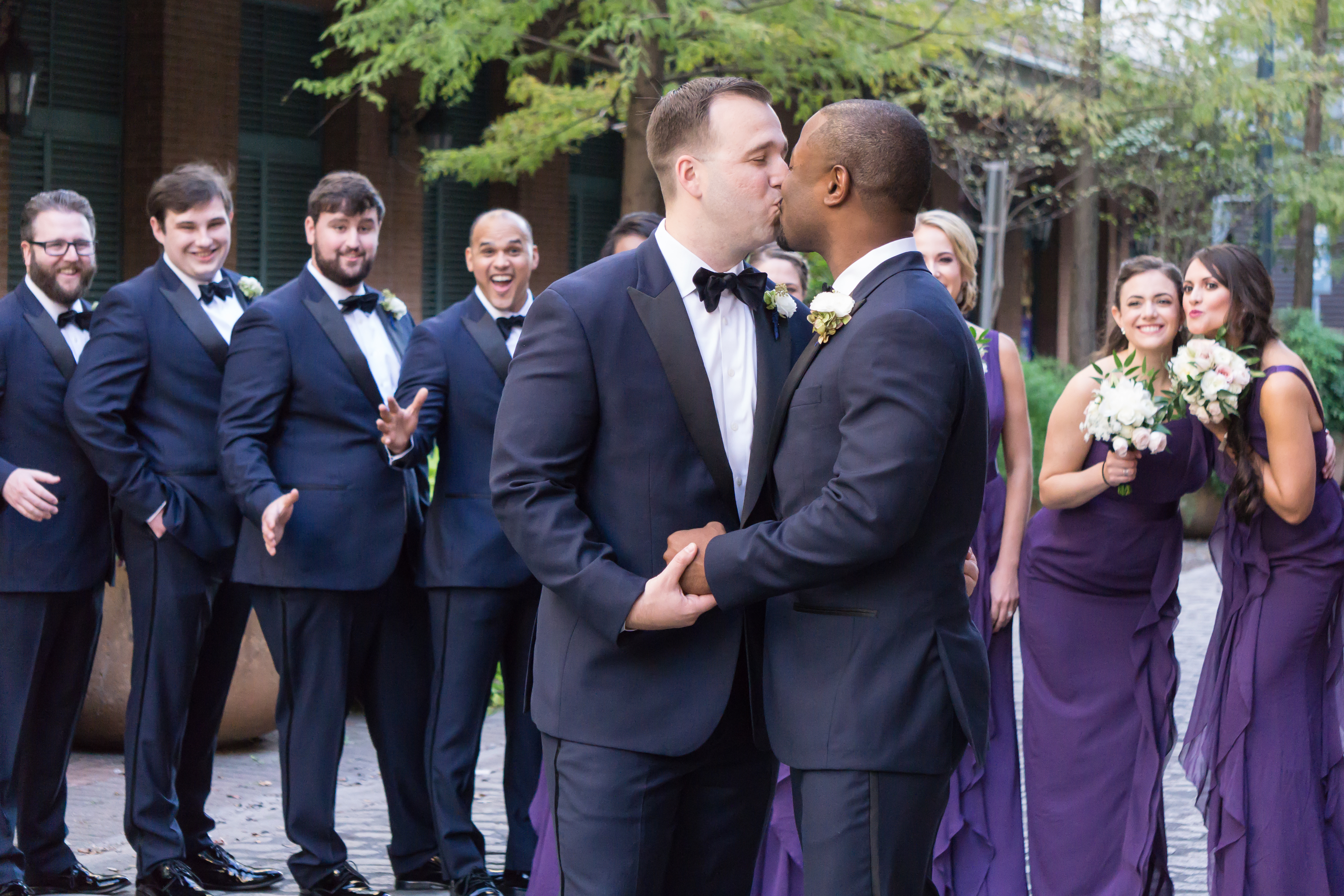
Pocałunek dwóch mężczyzn, w otoczeniu gości weselnych, podczas ślubu w 2017 roku w Nowym Orleanie

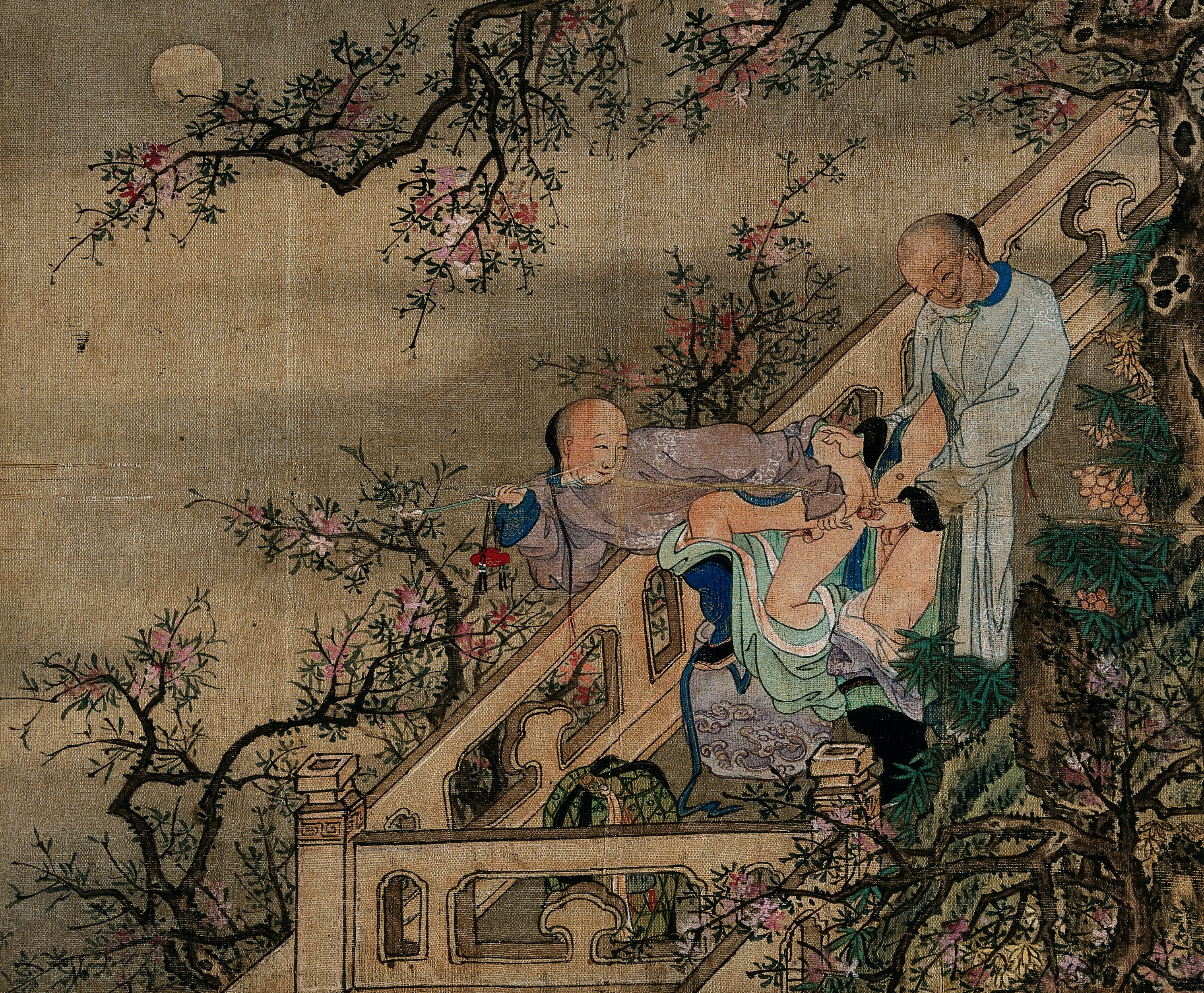
Dwóch młodych mężczyzn, Dynastia Qing, data nieznana.

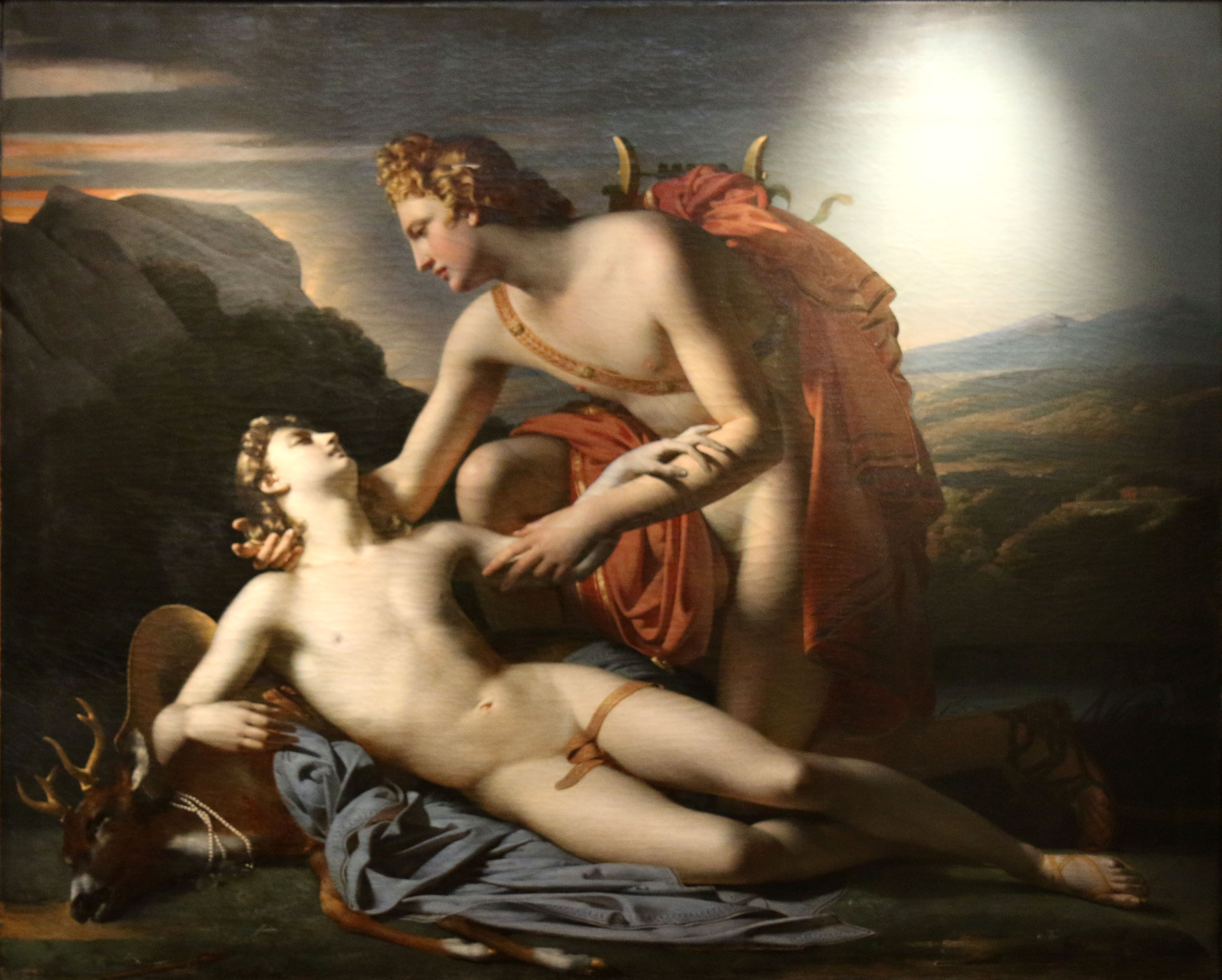
Apollo i Kyparissos, pędzla Claude-Marie Dubufe, olej na płótnie, 1821.

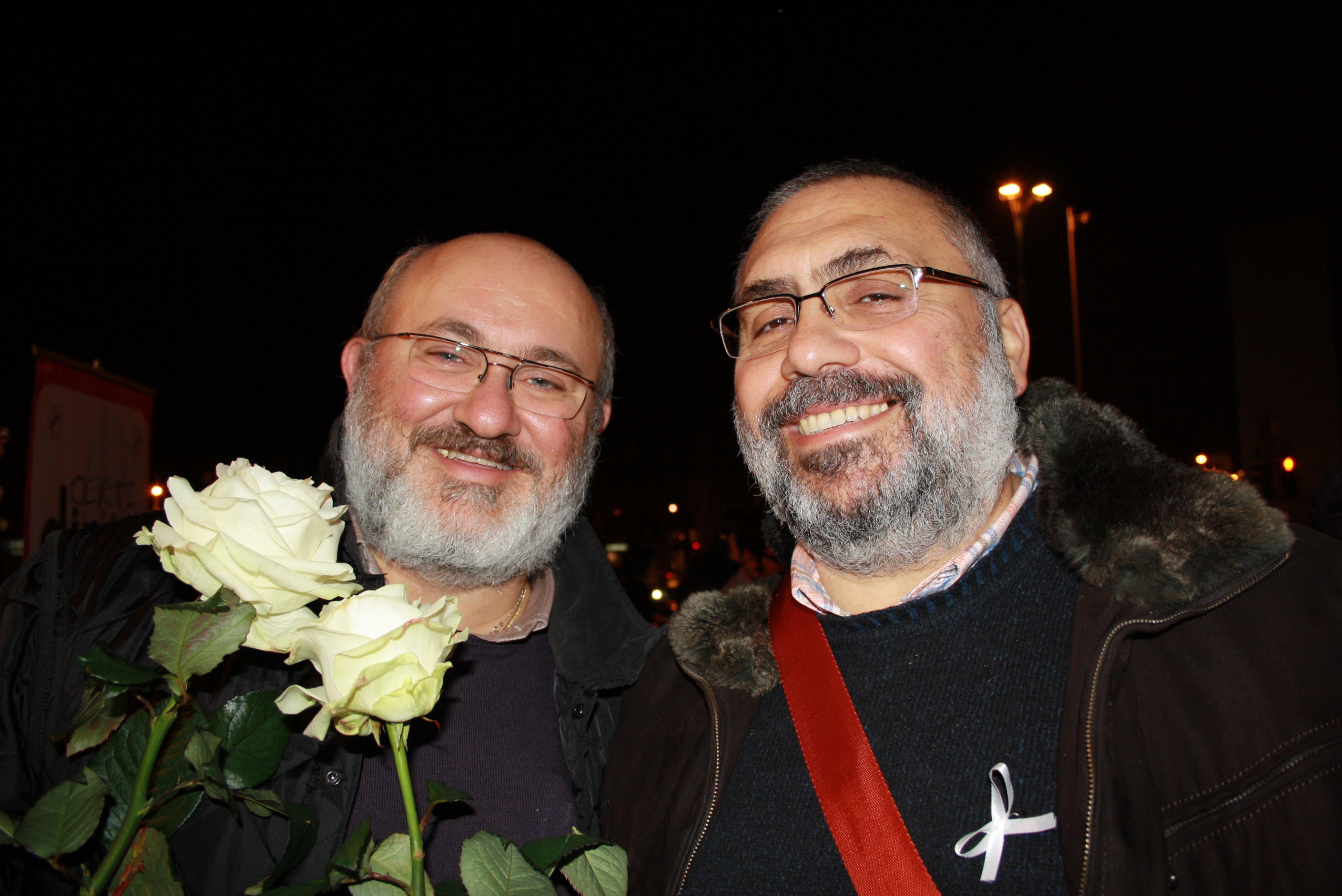
Para gejowska na publicznym zgromadzeniu z postulatem legalizacji małżeństw osób tej samej płci, Mediolan, 2010.

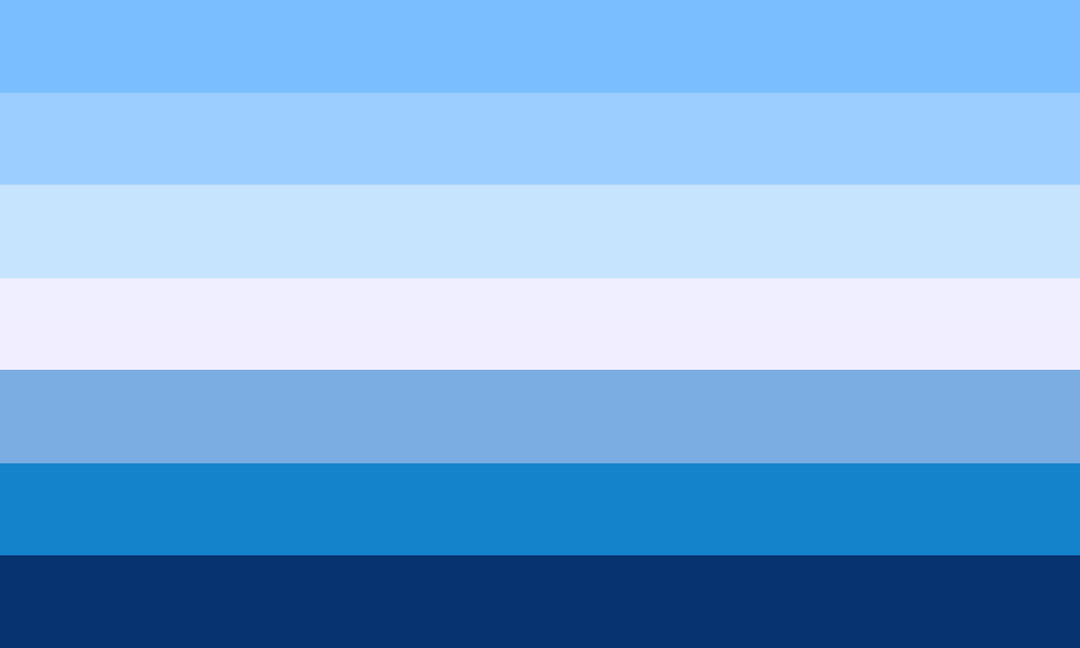
Flaga gejów

Gej – mężczyzna o orientacji homoseksualnej, czyli taki, który odczuwa romantyczny i seksualny pociąg tylko do innych mężczyzn, i w oparciu o ten pociąg może budować własną tożsamość oraz zawierać trwałe związki z innymi mężczyznami, a także odczuwać przynależność do społeczności osób odczuwających ten pociąg.

## Etymologia i użycie
Słowo „gej” pochodzi od angielskiego gay, które pierwotnie było stosowane jako przymiotnik w znaczeniu „beztroski, szczęśliwy, wesoły, skłonny do żartów, barwny, kolorowy”. Słowo to zaczęło przyjmować seksualną konotację pod koniec XVII wieku. Po raz pierwszy słowa gay w odniesieniu do osób homoseksualnych użyto w latach 20. XX w., jednak dopiero w połowie wieku zaczęto go używać wobec nieheteroseksualnych mężczyzn, początkowo w kontekście kampowego wyglądu opisywanych przez nie osób. W latach 60. XX wieku społeczność LGBT zaczęła stosować słowo gay w odniesieniu do samej siebie, z pozytywną konotacją. Zdaniem filozofa Michela Foucaulta jest to wyraz „walki o nową świadomość, niezależną tożsamość i społeczne uznanie”, natomiast Jeffrey Weeks, brytyjski historyk seksualności, twierdzi, że słowo „gej” to auto-etykietka tych, którzy pogodzili się ze swoją orientacją homoseksualną i nie obawiają się okazywać jej zewnętrznemu światu.
W języku polskim słowo gay zaczęło pojawiać się w piśmie w drugiej połowie lat 80. Spolszczeniu uległo w połowie lat 90., kiedy przybrało formę gej i stało się synonimem homoseksualisty, zaś odpowiednikiem osoby homoseksualnej płci żeńskiej jest słowo „lesbijka”. W języku angielskim określenie gay odnosi się często również do homoseksualnych kobiet, stając się synonimem osoby homoseksualnej, niezależnie od płci. Podobne znaczenie ma przymiotnik „gejowski”, który bywa stosowany ogólnie w kontekście orientacji odmiennych od heteroseksualnej. Antonimem słowa „gej” jest przymiotnik straight używany do określenia osoby heteroseksualnej. Współcześnie społeczność lesbijek, gejów, osób biseksualnych i transpłciowych określana jest skrótowcem LGBT, który jest też używany w szerszym znaczeniu, jako określenie osób nieheteroseksualnych i niecisseksualnych.

## Demografia
W reprezentatywnym badaniu Instytutu Gallupa przeprowadzonym w 2020 roku na losowo wybranych 15 349 pełnoletnich mieszkańcach Stanów Zjednoczonych jako geje określa się:
- 2,1% osób urodzonych w latach 1997–2002,
- 2% osób urodzonych w latach 1981–1996,
- 1,2% osób urodzonych w latach 1965–1980,
- 1,2% osób urodzonych w latach 1946–1964 oraz 0,3% osób urodzonych do 1946 roku[4].

## Określenia mężczyzn homoseksualnych
Słowo „gej” jest uznawane za najbardziej neutralne określenie mężczyzny o orientacji homoseksualnej. Inne określenie – „homoseksualista” (ang. homosexual) – spotyka się z krytyką i bywa uznawane za obraźliwe, gdyż zawiera w sobie wydźwięk kliniczny i jest często używane przez środowiska antygejowskie. GLAAD, Associated Press, The New York Times czy The Washington Post zalecają ograniczenie jego stosowania. Zdaniem Grupy Edukatorów Seksualnych „Ponton” mniej negatywny wydźwięk mają sformułowania „osoba homoseksualna” i „osoba o orientacji homoseksualnej”, podkreślające podmiotowość osoby, o której mowa.

## Gejowskie serwisy społecznościowe
- Grindr – aplikacja randkowa dla gejów i biseksualnych mężczyzn
- Fellow – polski portal randkowy dla gejów
- Queer.pl (wcześniej: innastrona.pl) – polski portal informacyjny i społecznościowy dla osób LGBT+
- PlanetRomeo (wcześniej: GayRomeo) – serwis randkowy dla gejów